# 凱特爾島煤營 (肯塔基州)
凱特爾島煤營（英語：Kettle Island Coal Camp）是位於美國肯塔基州貝爾縣的一個鬼鎮。

## 地理
凱特爾島煤營所處的海拔為高於海平面331米（即1086英呎），而該地所採用的時區為UTC-5，即北美東部時區（EST）。同時該地設有夏令時間，為UTC-5調快一小時，即UTC-4（EDT）。